# Макроберт, Стюарт
Стюарт Макроберт (англ. Stuart Macrobert; род. в 1958 году в г. Стоктон-он-Тис, Англия) — публицист, автор множества статей по силовым тренировкам, основатель журнала «Hardgainer». В настоящее время[какое?] живёт в Никосии (Кипр) с женой и двумя детьми; увлекается философией, пишет книги и статьи для известных журналов по бодибилдингу и фитнесу, работает над веб-проектом журнала. Работы Стюарта Макроберта продолжают вызывать интерес и критику до сих пор.

## Биография
В 1972 году в возрасте 15 лет по словам самого Стюарта Макроберта, он начал заниматься тренировками с отягощениями, посещая в школу в Ливерпуле (Англия) под влиянием марвеловских комиксов с их супергероями. В 1978 году он поступил в колледж в Ливерпуле. Достичь впечатляющего телосложения ему не удалось, но приобретённый опыт вылился в статьи. Первая публикация Стюарта о силовом тренинге была в журнале «IronMan» в 1981 году, а затем и в журналах «Muscle & Fitness», «FLEX», «Muscle Media» и «Musclemag International»; всего более 500 статей.
Спустя год МакРоберт понял, что тренировки не только приносят ему физическое и моральное удовлетворение, но и в некотором роде вдохновляют его и он решил взяться за описание своих тренировок и личных соображений на счёт силового тренинга.
Его первая рукопись (личная методичка по бодибилдингу) была написана ещё в 1973 году, которая вышла небольшим тиражом, получившим большую популярность. Вскоре после этого Стюарт переехал в глухую культуристическую провинцию на средиземноморском острове — Кипр, где устроился преподавателем в одной из англоязычных школ для обучения английскому языку.
В начале 1980-х, разочарованный в соревновательном бодибилдинге Стюарт, оставил свои попытки пробиться в ранг профессионалов, потому что стероиды и всевозможные стимуляторы роста мышечной массы обретали всё большую популярность, а для правильного молодого атлета это было неприемлемо и он посвятил себя более близкому для него делу — пропаганде здорового бодибилдинга, посредством публикации своих статей и книг.
Сотрудничество с журналом «Ironman» продолжалось до июля 1989 года, когда МакРоберт в возрасте 31 года основал собственный издательский дом «CS Publishing» и начал издавать журнал «Hardgainer», просуществовавший 15 лет — до июля 2004 года.
В 1991 году вышла в свет первая книга Стюарта МакРоберта — «Brawn», «раскрутить» которую помогла «империя» Уайдеров, основанная братьями Беном и Джо. В этом же году была запрещена свободная продажа андрогенов и анаболических стероидов в США.

## Философия
МакРоберт сфокусировался на силовом тренинге для так называемых «хардгейнеров» — людей с телосложением типа «эктоморф». Он полагает, что большинство тренировок, опубликованных в СМИ о бодибилдинге, неэффективны для обычных людей (без генетических преимуществ и/или использования стероидов), либо травмоопасны.
МакРоберт подчёркивает строгую, правильную форму выполнения силовых упражнений с отягощениями, чтобы избежать травмирования, его публикации исчерпывающе детализированы о правильных и неправильных формах. Новички должны использовать только те веса, которые позволяют сохранять строгую форму движения. Тренироваться нужно с постепенным увеличением объёма тренинга, чтобы предотвратить травмы. МакРоберт также рекомендует активные методы тренинга и терапию триггерной зоны между сетами, чтобы минимизировать дискомфорт и травмирования. В своей последней книге он также приводит преимущества йоги для улучшения гибкости мышц и всего тела.

## Публикации
Издательский дом «CS Publishing» МакРоберта опубликовал 6 его книг:
- «Brawn»
- «The Insider's Tell-All Handbook On Weight-Training Technique»
- «Beyond Brawn: The Insider's Encyclopedia on How to Build Muscle & Might»
- «New BRAWN Series, Book 1: How to build up to 50 pounds of muscle the natural way»
- «Build Muscle, Lose Fat, Look Great: Everything You Need to Know to Transform Your Body»
- «The Muscle and Might Training Tracker: The Week-by-Week Journal for Charting Training Success»

В работах автора детально расписано как необходимо выполнять упражнения, и проанализированы наиболее распространённые ошибки. Он особо подчёркивает, что, начиная силовые тренировки, необходимо работать только с тем весом, который позволит выполнять упражнения правильно. Стюарт рекомендует повышать вес постепенно во избежания травм.
Также МакРоберт является автором более 500 статей, переведённых на разные языки и опубликованных всеми популярными журналами о бодибилдинге.